# Edmund Speyer

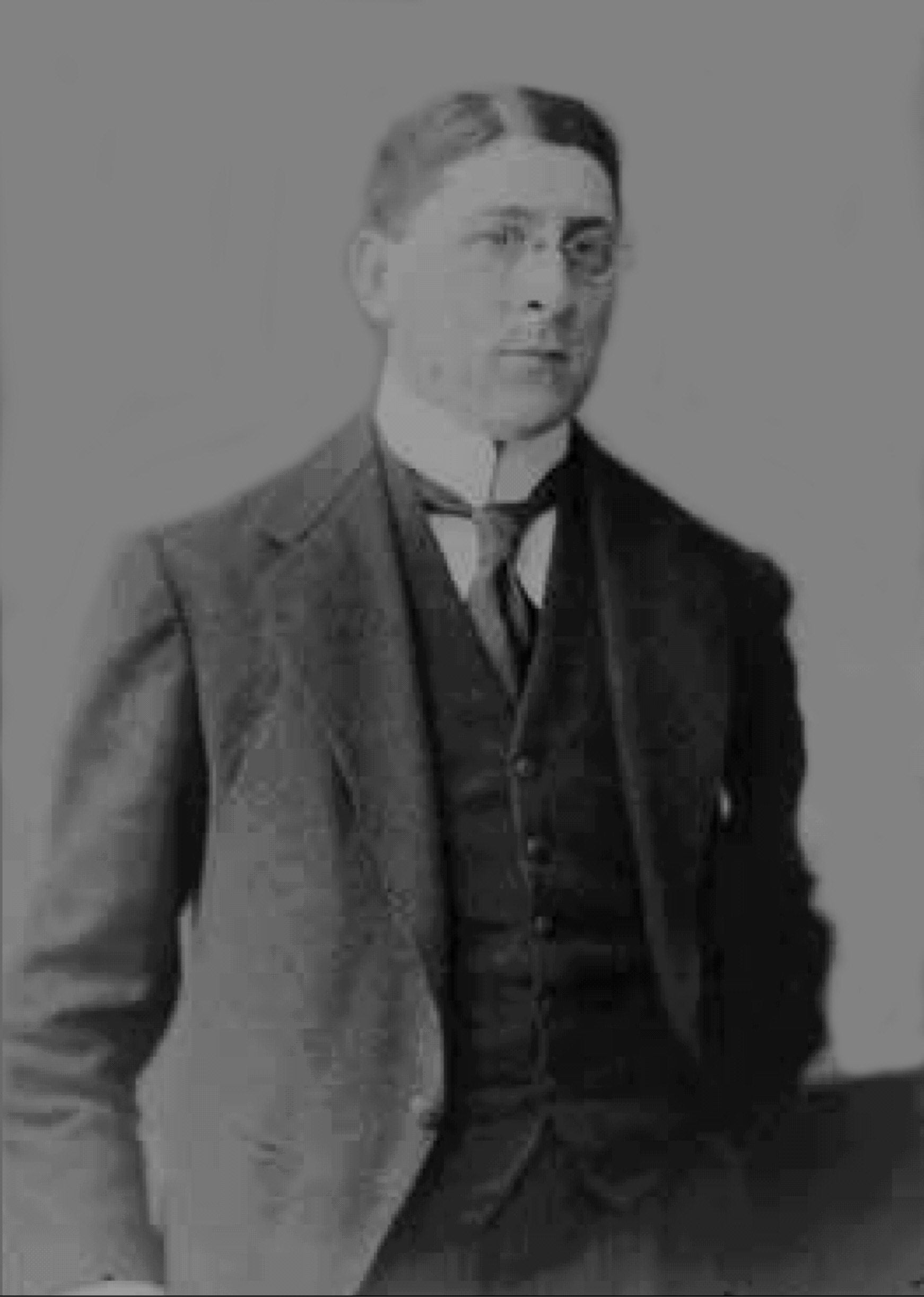
Edmund Speyer ca. 1920

Jakob Edmund Speyer (* 11. November 1878 in Frankfurt am Main; † 5. Mai 1942 in Łódź) war ein hochrangiger deutscher Hochschullehrer und Chemiker jüdischer Abstammung. Er wurde während der Zeit des Nationalsozialismus verfolgt, verlor seinen Beruf und seine Existenz. 1942 wurde er ins Ghetto Lodz deportiert, wo er in kurzer Frist zu Tode kam.

## Werdegang

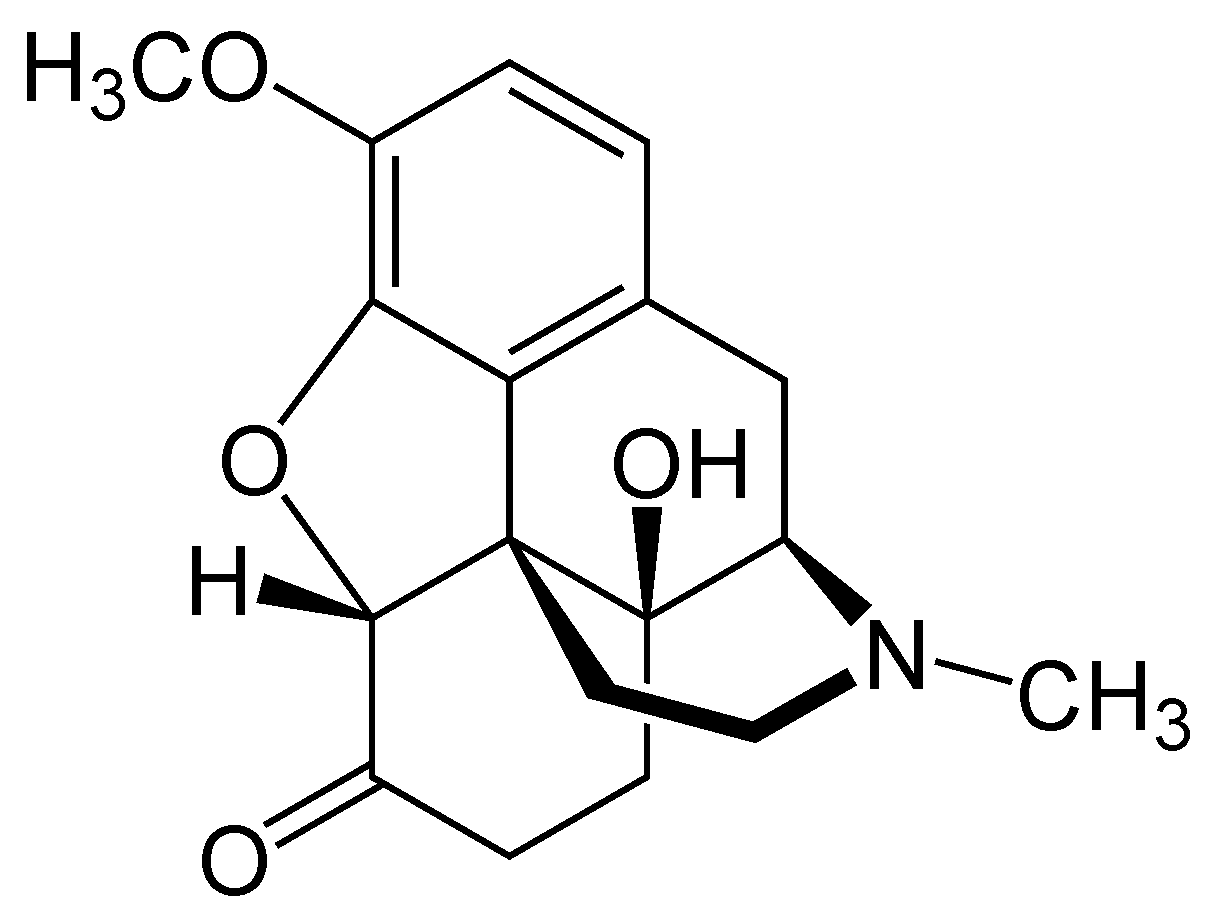
Strukturformel von Oxycodon

Speyer wurde als Sohn des Frankfurter Kaufmanns M. Speyer geboren. Nach dem Abitur 1896 in Frankfurt begann er mit dem Chemiestudium an der Ruprecht-Karls-Universität Heidelberg. Hier wurde er bei Emil Knoevenagel im Juli 1901 mit einer Arbeit Zur Kenntnis der Additionsfähigkeit ungesättigter Verbindungen promoviert.
Anschließend ging Speyer zurück nach Frankfurt, wo er zunächst als wissenschaftlicher Mitarbeiter an der Universität Frankfurt arbeitete. 1915 wurde er mit Beiträgen zur Kenntnis des Thebains und seiner Derivate habilitiert. Mit Martin Freund, der Leiter des Chemischen Instituts beim Physikalischen Verein war, synthetisierte er 1916 erstmals das Opioid Oxycodon. Oxycodon wurde 1917 von Merck in Darmstadt unter dem Markennamen Eukodal als schmerz- und hustenstillendes Mittel auf den Markt gebracht.
Er arbeitete danach als Privatdozent und ab 1932 als außerordentlicher Professor an der Erforschung von Alkaloiden; zahlreiche Patente und Publikationen zeugen von der erfolgreichen Zusammenarbeit von Freund und Speyer zwischen 1902 und 1920. Er verfasste für Martin Freund den Nekrolog.
Ein Jahr später wurde ihm nach der Machtübernahme der Nationalsozialisten wegen seines jüdischen Glaubens die Lehrbefugnis entzogen.
Später wurde Speyer in das Ghetto Litzmannstadt in Łódź deportiert. Am 4. Mai 1942 ging dort vom Bahnhof Radogoszcz der erste Transport mit 1.000 der „Neuangesiedelten“ aus Berlin, Köln, Frankfurt, Prag, Paris usw. ab, denen man vorher im Polizeigefängnis die Rucksäcke, Brotsäcke und Eheringe abgenommen hatte: Diese Nachricht hatte im ganzen Getto eine deprimierende Wirkung zur Folge. Speyer starb am 5. Mai 1942 an „Herzschwäche“ und „Erschöpfung“.
Anlässlich des 100. Geburtstag der Goethe-Universität ist am 17. Oktober 2014 ein Stolperstein für ihn am Unterweg 22 verlegt worden.

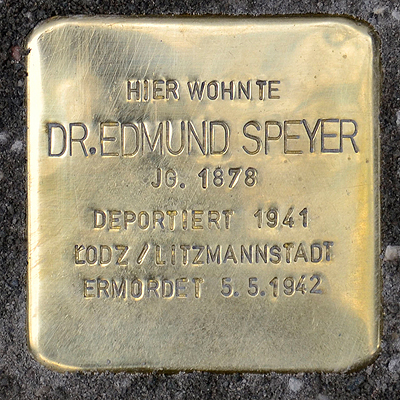
Stolperstein für Dr. Edmund Speyer am Unterweg 22

## Veröffentlichungen (Auswahl)
- E. Speyer, H. Wieters: Beitrag zur Kenntnis der Kodeinoxyd-sulfonsäuren und ihrer Derivate. In: Berichte der deutschen chemischen Gesellschaft. Band 54, Nummer 11, 1921, S. 2976–2987. doi:10.1002/cber.19210541106
- E. Speyer, A. G. Becker: Über die Einwirkung von Wasserstoffsuperoxyd auf China-Alkaloide. In: Berichte der deutschen chemischen Gesellschaft. Band 55, Nummer 5, 1922, S. 1321–1329. doi:10.1002/cber.19220550523
- E. Speyer, G. Becker: Zur Kenntnis des Morphins. In: Berichte der deutschen chemischen Gesellschaft. Band 55, Nummer 5, 1922, S. 1329–1339. doi:10.1002/cber.19220550524
- E. Speyer, K. Koulen: Über die Einwirkung von Ozon auf des-N-Methyl-dihydro-kodein (I. Mitteil.). In: Berichte der deutschen chemischen Gesellschaft. Band 64, Nummer 11, 1931, S. 2815–2819 doi:10.1002/cber.19310641110 als letzte Publikation.